# 齐璧亭
齐璧亭（1883年—1968年），名国梁，男，直隶宁津（今属山东）人，中国教育家、政治人物，曾任河北省政协副主席。

## 生平
1907年入北洋大学堂（今天津大学）师范班；1909年毕业后被资送日本广岛师范学校肄业；1911年冬回国参加辛亥革命；在宁津、广千、保定任教；1913年再赴日本完成学业，1915年入研究科深造,1916回国，任直隶第一女子师范学校校长；1921年，留学美国斯坦福大学，获文学学士、教育学硕士学位；又入哥伦比亚师范学院研究两年。1925年回国，复任直隶第一女子师范学校校长。1929年任河北省立女子师范学院院长。抗日战争期间，任教国立西北师范学院。
1937年，他任职的天津女师学院共有学生2000余名，是全国惟一的一所女子教育的完善学府。“七七”事变后，他积极主张抗日，支持学生爱国运动，并率领部分学生迁移到西北，与北平大学、北师大等成立临时大学，任家政系主任。在退居后方任教的8年中， 他一面在城固和兰州举办家事教育实验区，一面捐出个人的薪资， 作为陕西、 甘肃、四川等省女校家事教育的设备费。1938年被选为“国大”代表。同年由西北师范学院赴重庆参加全国教育会议。会后加入国民党。
1945年，日本投降后，他辗转回到天津，为恢复学校，曾奔波陕渝各地。当时的天津女师学院断瓦颓垣，废墟荒草，徒空四壁，他经过几年的艰苦努力，终使天津女师学院复校。
新中国成立后，曾任河北省人民政府参议，第一、二、三届政协河北省委员会副主席等职。1956年，出席全国政协会议，受到周恩来总理的接见。1968年11月29日，因遭迫害，病逝于天津。

## 身后
1980年，河北省委、省政府为其举行了追悼会，对其一生的功绩予以肯定和褒扬。

## 家庭
儿子齐思和是历史学家。